# Шпангенберг (замок)
Шпангенберг (нем. Schloss Spangenberg) — средневековый каменный замок. Расположен на высоком холме к северу от города Шпангенберг в долине Пфиффе, в районе Швальм-Эдер, в северной части федеральной земли Гессен, Германия. Первоначально это был рыцарский замок, затем государственная крепость, потом охотничий замок, ещё позднее тюрьма, после неё — училище лесничества, а в настоящее время в комплексе действует отель и ресторан. По своему типу относится к замкам на вершине.

## История

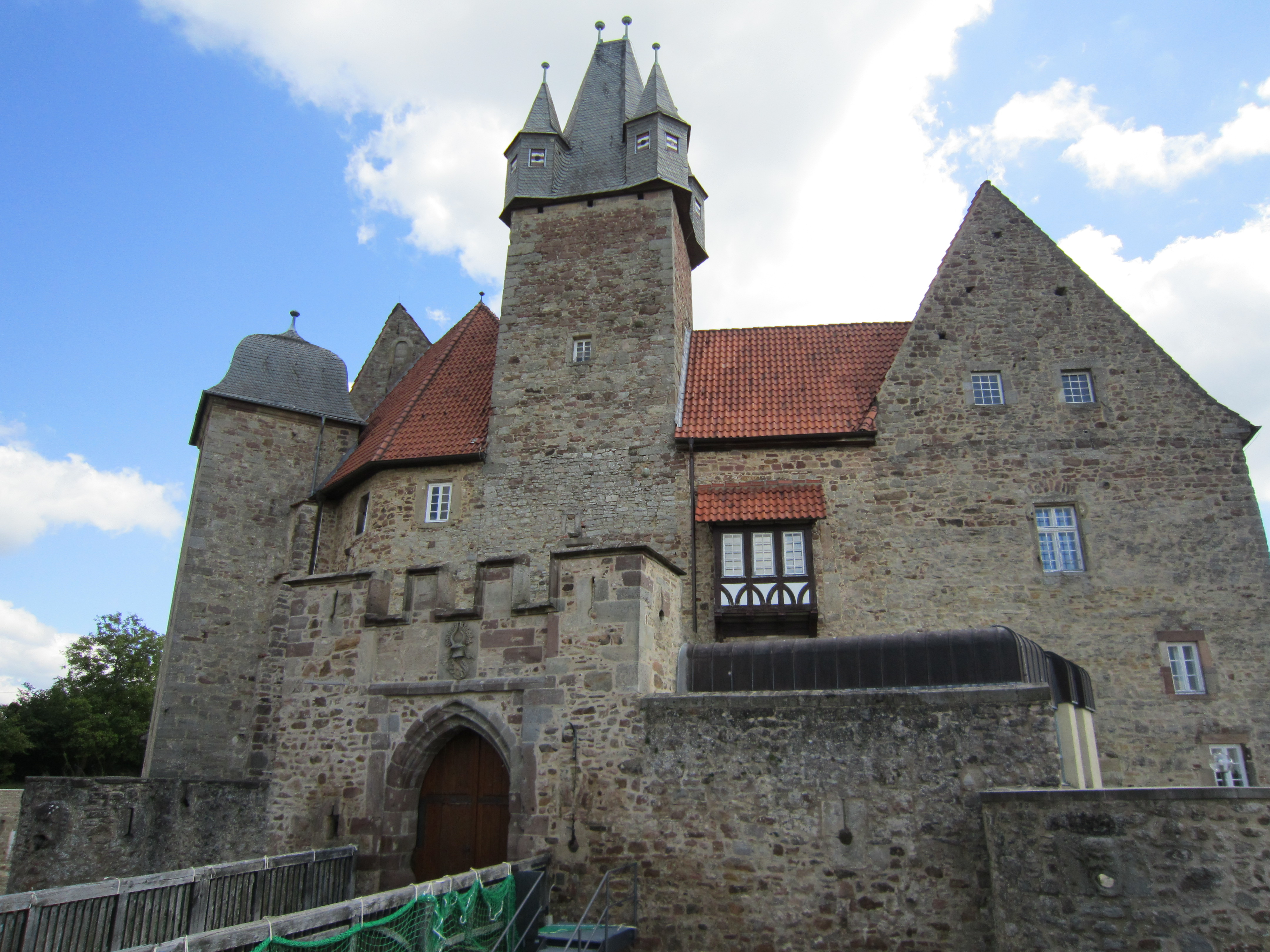
Главный вход в замок

### Ранний период
Первые укрепления, вероятно, появились на месте нынешнего замка по приказу  представителей знатного рода фон Треффурт из Тюрингии. Здесь был центр их небольшого земельного владения с населёнными пунктами — Шпангенберг и Моршен. Замок в этом месте позволял уверенно контролировать важный торговый маршрут (именуемый длинный Гессен) между Франкфуртом-на-Майне и Лейпцигом. Одновременно этот путь создавал благоприятные условия для развития поселения Шпангенберг. Он описывался в документах как настоящий город (civitas) ещё в 1261 году. Но только в 1309 году рыцари Герман и Фридрих фон Треффурт предоставили ему полноценное права города в соответствии с Липпишским законом.
Точных сведений о размерах и облике раннего замка, построенного в XIII веке на вершине холма, не сохранилось. В южном крыле до сих пор можно обнаружить фрагменты каменной кладки первоначальных укреплений. Но неизвестно, что в замке имелась жилая дворянская резиденция. Уже тогда комплекс был хорошо защищён: снаружи имелась кольцевая стена, а попасть внутрь можно было только через единственные ворота по подъёмному мосту. Хозяйственные постройки первоначально состояли в основном из фахверковых зданий. Поскольку снабжение питьевой водой было жизненно необходимо, внутри замка выкопали колодец глубиной более 100 метров.
Первым известным владельцем замка и города Шпангенберг был рыцарь Герман фон Треффурт. Сохранились документы, датируемые 1235 годом, в которых встречается упоминание об этом. Окружающие земли входили в графство Цигенхайн.
Уже с XIII века представители семьи фон Треффурт, проживавшие в замке, стали именовать себя «рыцарями фон Шпангенберг». Братья Герман и Фридрих фон Шпангенберг унд Треффурт обрели в 1327 году в Тюрингии мрачную славу рыцарей-разбойников. В последующем и другие представители рода обрели дурную репутацию. Их обвиняли в распутстве, в коварстве и несоблюдении договоров. Рыцари фон Шпангенберг унд Треффурт часто нападали на владения соседей и даже воевали между собой.
В 1350 году рыцарь Герман IX фон Шпангенбег решил продать родовой замок и расположенный рядом одноимённый город. Новым собственником стал гессенский ландграф Генрих II Железный. Эта сделка обошлась ему в 8000 марок серебром, что было значительной суммой для того времени. С той поры Шпангенберг находился в собственности гессенских ландграфов.

### Охотничий замок

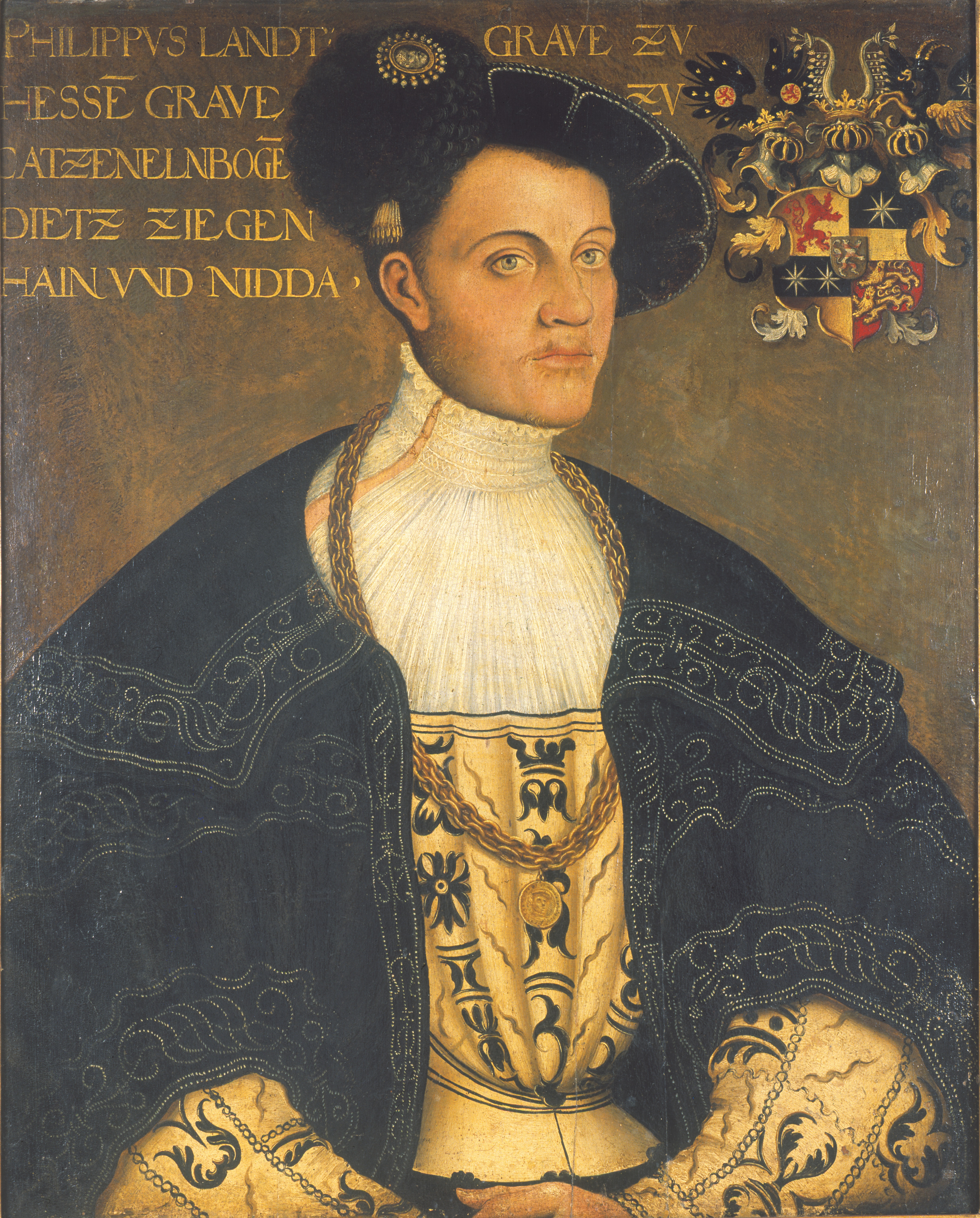
Ланлграф Филипп Великодушный

Замок более двух столетий служил летней резиденцией и охотничьим замком гессенских ландграфов. Среди них можно упомянуть следующих:
- Генрих II Железный (1299–1377). Он перестроил замок, сделав внутри уютную резиденцию.
- Отто II Стрелок[нем.] (1322–1366), сын Генриха II. Этот правитель стал героем множества анекдотов и легенд. Отто был страстным охотником и мог целыми неделями пропадать в лесах в поисках дичи. Его история любви с Эльзой фон Клев легла в основу сюжета эпической поэмы «Отто дер Шютц» (Otto der Schütz. Eine rheinische Geschichte in zwölf Abenteuern) Готфрида Кинкеля.
- Герман II Ученый (1341–1413). Этот ландграф искал в замке уединение, чтобы посвящать время чтению.
- Людвиг I Миролюбивый (1402–1458). По его приказу была усилена оборонительная мощь замка. В частности, построены шесть башен, а внешние рвы сделали более глубокими. Кроме того, этот правитель примечателен тем, что родился в замке Шпангенберг и в нём же умер.
- Вильгельм I (1466–1515). Ландграф так любил Шпангенберг, что в зрелом возрасте проводил здесь почти всё время. Здесь же и скончался.
- Филипп Великодушный (1504–1567). Один из самых известных правителей Гессена был ревностным сторонником Реформации. Его вторая жена Маргарет фон дер Заале была родом из города Шпангенберг. Из-за сословных ограничений этот брак был морганатическим.
- Вильгельм IV Мудрый (1532–1592). Этот ландграф Гессен-Касселя превратил замок в мощную крепость. При нём Шпангенберг приобрёл свой нынешний внешний вид. Он превратился в роскошный дворцово-замковый комплекс, призванный подчеркнуть престиж гессенских монархов[3].

Замок несколько раз служил местом постоянного проживания вдов гессенских ландграфов. Он считалася считался настолько безопасным, что в XV веке здесь хранились внушительные суммы денег и архивы ландграфства.
Развитие огнестрельного оружия потребовало новых масштабных строительных работ в крепости. При ландграфе Филиппе в северо-восточной части комплекса возвели дополнительные укрепления с казематами. Их основной частью стала большая артиллериская башня диаметром 22 метра. Созданная в XVI веке система подземных коридоров в целом благополучно сохранилась до наших дней. К сожалению, эти пространства не доступны для посещения.

### Эпоха Ренессанса

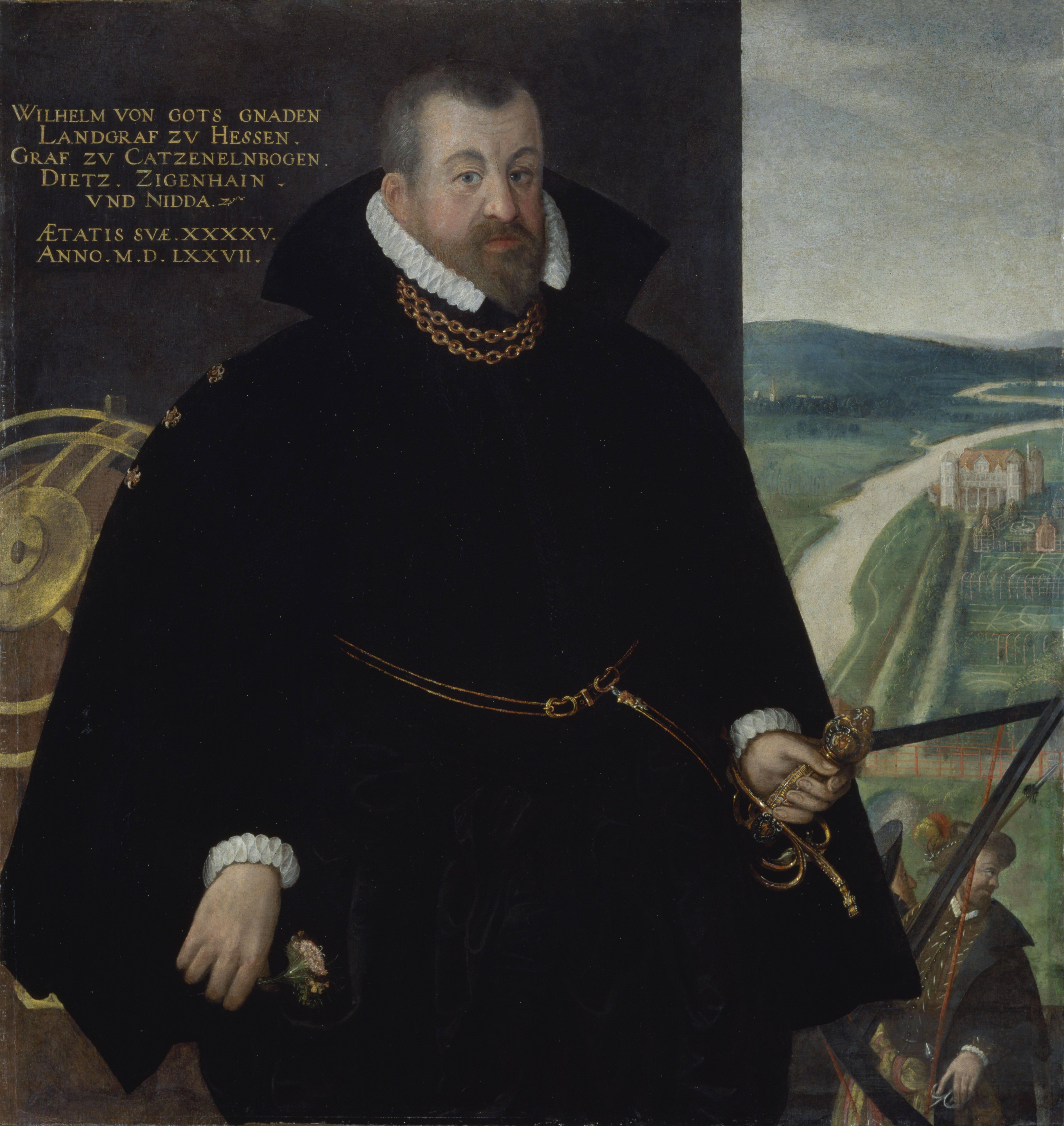
Ландграф Вильгельм IV Мудрый

В 1584 году ландграф Вильгельм IV назначил бургграфом замка Шпангенберг Ханса Вильгельма Кирхгофа. Этот человек был женат на Маргарите Штукенрад и имел от неё девять детей. Помимо управления крепостью он активно занимался литературным творчеством. С 1584 по 1605 год Кирхгоф работал на совм главным трудом — книгой Wendunmuhth. Это сборник забавных историй, анекдотов и рассказов. Бургграф дожил до 80 лет и умер в Шпангеберге в 1602 или 1603 году.
В начале Тридцатилетней войны стало ясно, что фортификационные сооружения замка нуждаются в модернизации. К 1636 году в западной части комплекса возвели систему бастионов (в настоящее время на их месте находится охотничий музей). Мощные укрепления сделали Шпангенберг неприступным и позволили правителям Гессена сохранить контроль за ним замок весь период боевых действий. Причём в последний период Тридцатилетней войны во главе ландграфства находилась Амалия Елизавета, которая была регентом при своём несовершеннолетнем сыне Вильгельме VI. Эта решительная женщина прославилась как разумная и энергичная правительница.
Несмотря на то, что враги Гессена не смогли захватить замок, расположенный у его подножия город был в 1637 году оказался разрушен. На его постепенное восстановление ушли многие годы.

### XVIII век

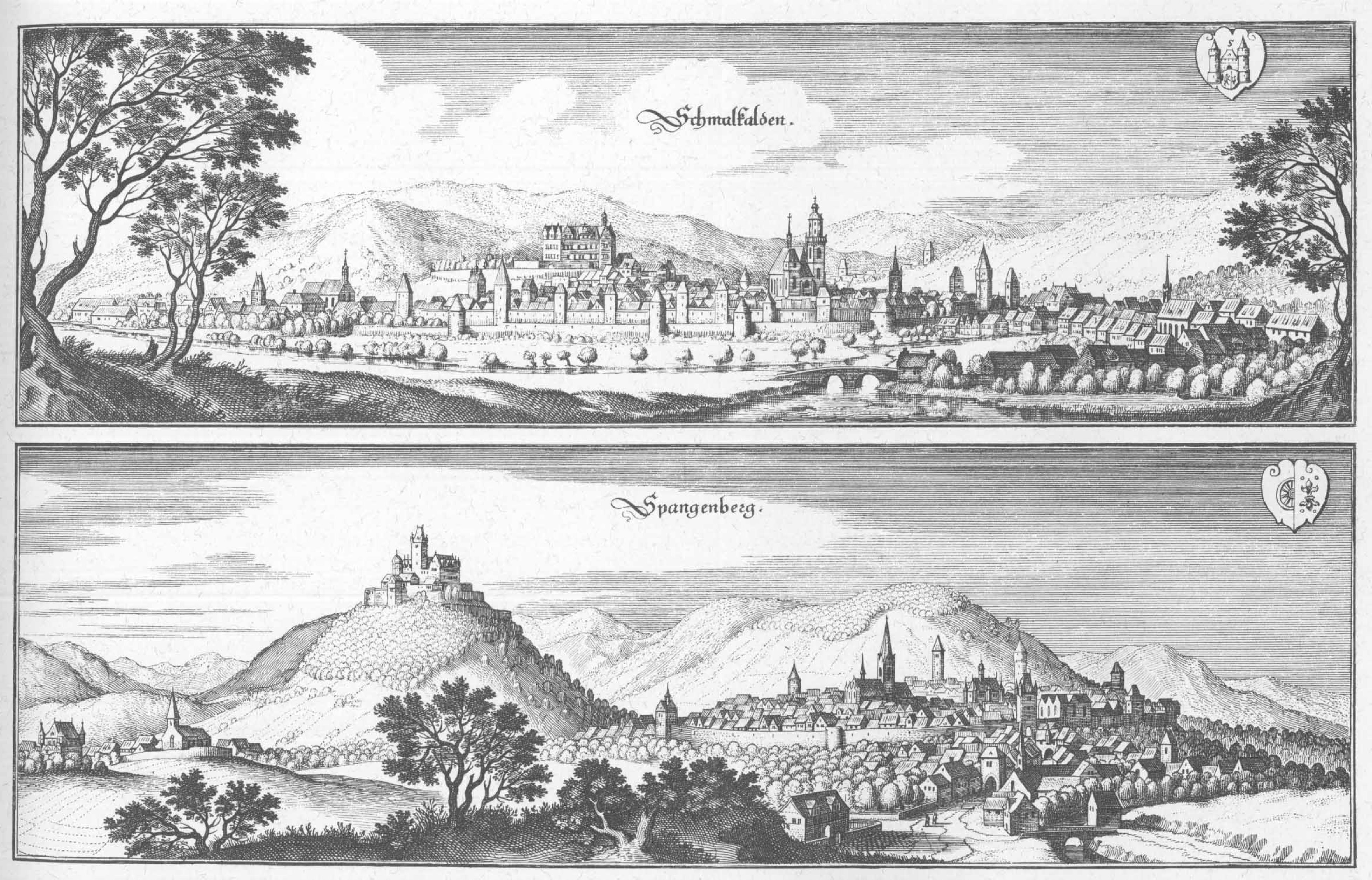
Замок на рисунке 1655 года

После 1648 года замок в значительной степени утратил свое значение. Он стал второстепенной крепостью ландграфства Гессен-Кассель, а сами правители потеряли к нему интерес, как к одной из своих важных жилых резиденций. Шпангенберг не был заброшен и его сооружения содержались в хорошем состоянии. Но серьёзных вложений в реконструкцию, украшение зданий и благоустройство больше не происходило. В замке располагался небольшой гарнизон, состоявший в основном из солдат-инвалидов.

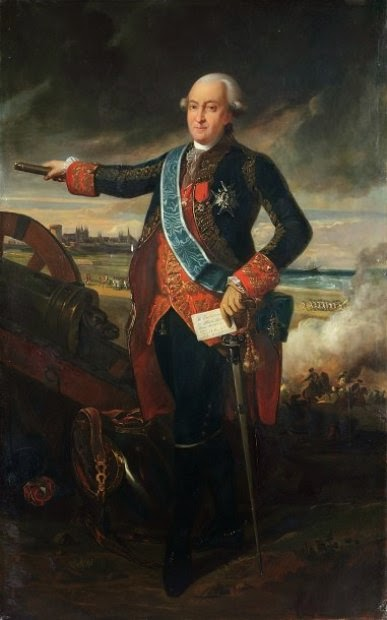
Луи де Крильон, герцог Маонский

Во время Семилетней войны (1756–1763) крепость так и оставалась, по сути, солдатской богадельней. Её легко сумели захватить французские войска под командованием Луи де Крильона, герцога Маонского. В ходе дерзкой атаки 9 ноября 1758 года французы ворвались в крепость. Это произошло просто потому, что охранявшие вход в Шпангенберг солдаты-инвалиды не сумели поднять разводной мост. В руки врагов попали серьёзные трофеи: 18 пушек, 307 ружей и 44 бочки с порохом.
С 1763 года крепость начали использовать как государственную тюрьму. Правда, это была особая тюрьма: здесь содержались только офицеры. А значит, узники находились во вполне сносных условиях. Для заключённых несколько больших помещений разделили перегородками, сделав небольшие комнаты, служившие камерами.

### XIX век

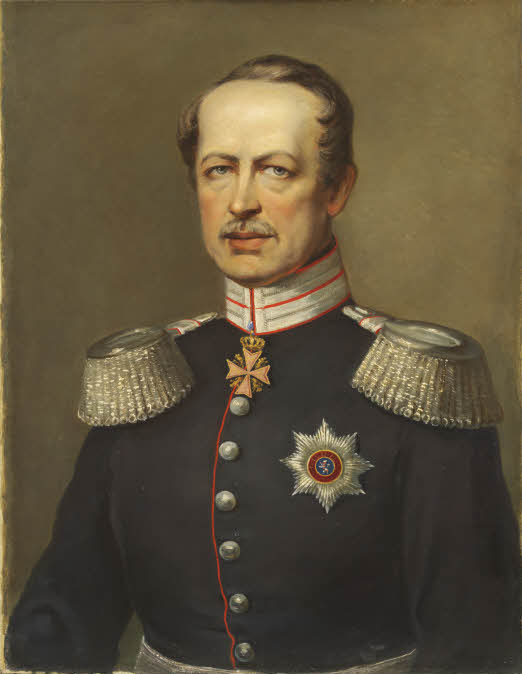
Курфюрст Фридрих Вильгельм I

В 1840 году за внешним рвом построили новую гауптвахту. Время правления курфюрстов Гессен-Касселя Вильгельма II (1821–1847) и Фридриха Вильгельма I (1847–1866) пришлось на время волнений и революционных событий. В эти годы в крепость Шпангенберг было направлено много политических заключенных.
После того, как курфюршество Гессен в 1855 году было аннексировано Пруссией, тюрьму упразднили. Новые власти не нуждались в Шпангенбурге ни как в крепости, ни как в резиденции. Сюда назначили присматривать за опустевшими зданиями специального кастеляна. Внешние укрепления начали зарастать деревьями и кустарниками. В 1870 году после начала Франко-прусской войны замок вновь пригодился в роли тюрьмы. Здесь разместили группу французских военнопленных.

### XX век
Несколько десятилетий Шпангенберг оставался в запустении. Наконец власти Германии придумали ему применение. С 1907 года в замке решили разместить прусскую лесотехническую школу. Для этого потребовалось произвести капитальный ремонт комплекса. Но при этом были предприняты серьёзные усилия для аккуратной реставрации и сохранения исторического вида всех сооружений.

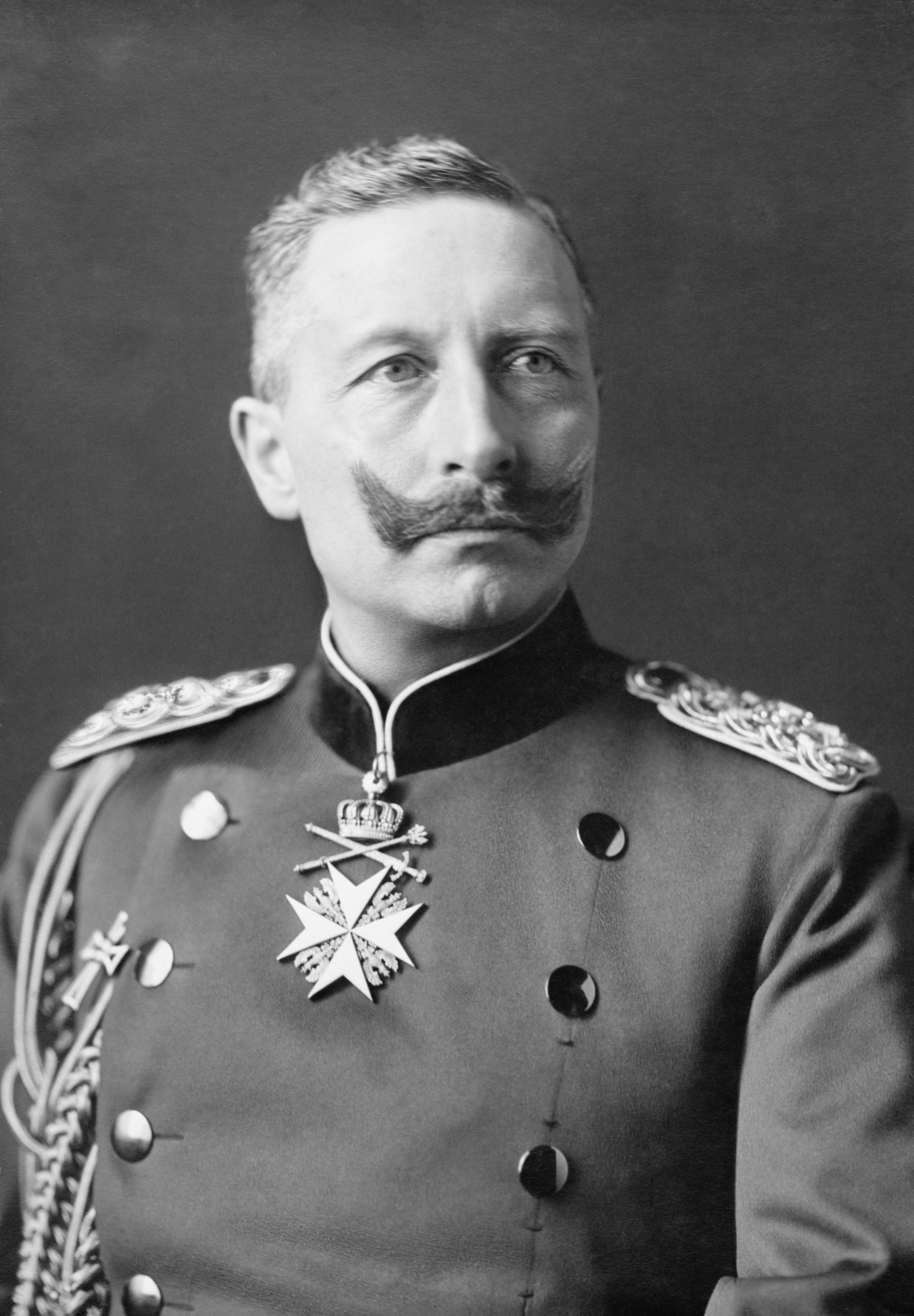
Кайзер Вильгельм II

С появлением лесотехнической школы вспомнили о том, что некогда Шпангенберг использовался как охотничий замок. 15 июня 1913 года кайзер Вильгельм II лично посетил Шпангенберг.
В 1937 году лесотехническая школа отметила свое 30-летие. Директором в то время был мастер Фридрих Диркинг. Когда в сентябре 1939 года началась Вторая мировая война он, а также многие преподаватели и студенты были мобилизованы в армию. Обучение молодых лесничих в Шпангенберге было прервано и впоследствии не возобновилось. Таким образом, Диркинг стал последним директором школы. За 32 года её существования около 1200 молодых людей прошли обучение в замке Шпангенберг.
Во время Второй мировой войны замок вновь служить лагерем для военнопленных. Под названием Oflag IX A он стал использоваться как Шаблон:Iv для пленных британских офицеров. В конце войны всех пленных перевели в другое место. А в конце марта 1945 года здания внутри замка полностью сгорели в мощном пожаре, который начался после бомбардировки американской авиацией. От прежнего комплекса остались лишь руины.
Любовь жителей города Шпангенберг к замку, как к главной достопримечательности региона привела к тому, что они обратились к властям земли Гессен с просьбой найти средства на восстановление комплекса. Эта инициатива была поддержана и в 1950-х годах начались строительные и реставрационные работы. Около 1965 года замок вновь мог принимать посетителей.

## Описание замка

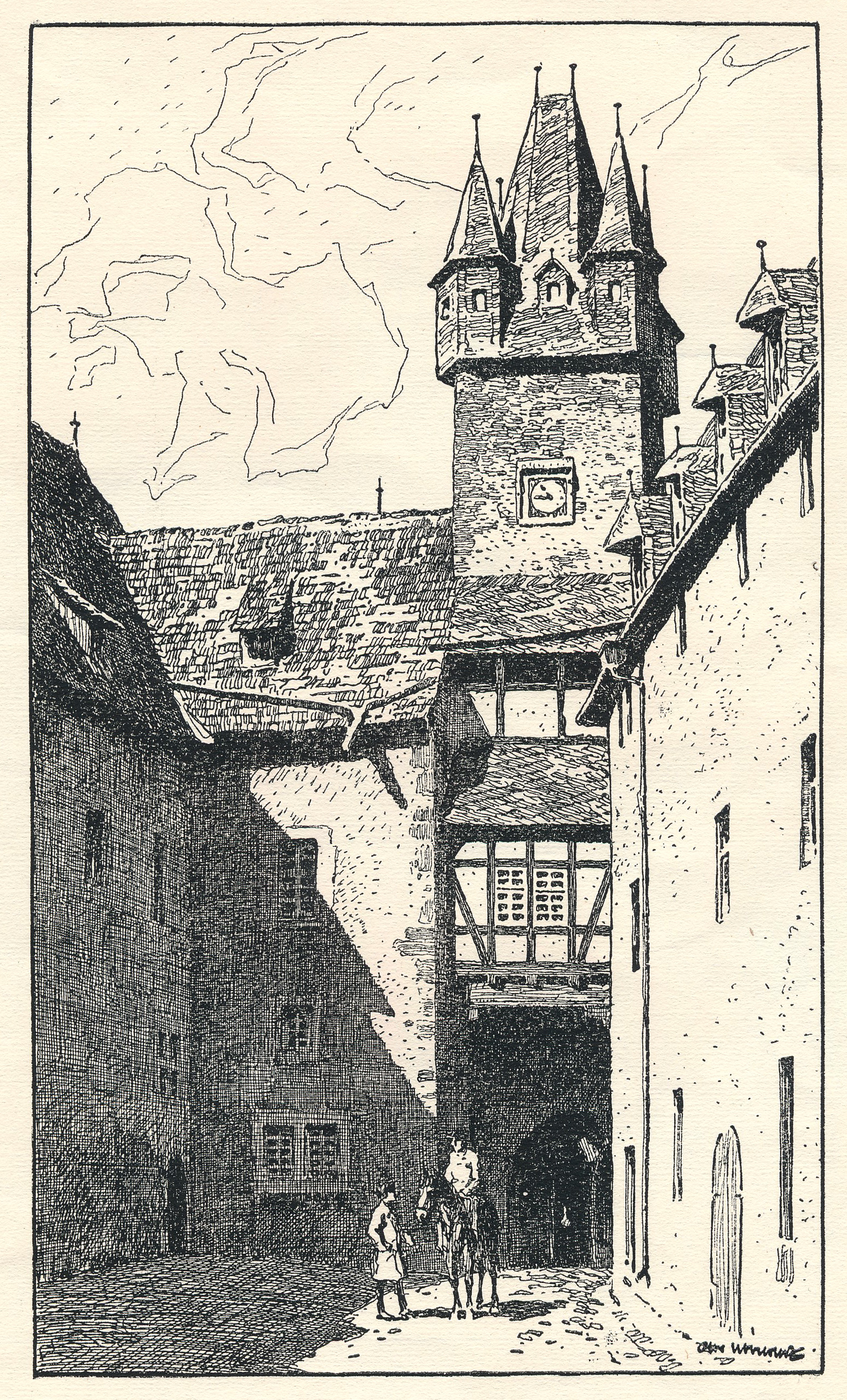
Замок на рисунке 1910 года

Главный замок защищён глубоким и широким рвом. В прежние времена попасть внутрь можно было только по подъёмному мосту через единственные ворота, расположенные в юго-западной части (в настоящее время в Шпангенберг имеется два входа). Их защищала высокая башня с крутой шатровой крышей. До пожара 1945 года в крыше замка было множество мансардных окон и кровельных украшений. Но при реконструкции их не стали восстанавливать.
Внешний комплекс укреплений сохранился частично. В некоторых местах хорошо видны прежние бастионные сооружения, некогда замкнутые в единую систему обороны.
Сам замок представляет собой несколько примыкающих друг к другу многоэтажных зданий, построенных в XV-XVII веках. Они по форме напоминают овал и образуют узкий внутренний двор. Частично сохранились небольшие двухчастные готические окна на верхних этажах как снаружи, так и со стороны двора. Но многие из них ещё в XVII веке были переделаны в крупные прямоугольные.
Внутри, к сожалению, не сохранилось ни одной из больших старинных фресок. Все они погибли в пламени пожара. Только в бывшем зале для аудиенций можно увидеть красивый барельефы. Раньше в большинстве помещений имелись камины и изразцовые печи. Но от них сохранились лишь фрагменты. Всё, что осталось от оригинальной средневековой крепости — это арочный подвал над колодцем.

## Современное использование

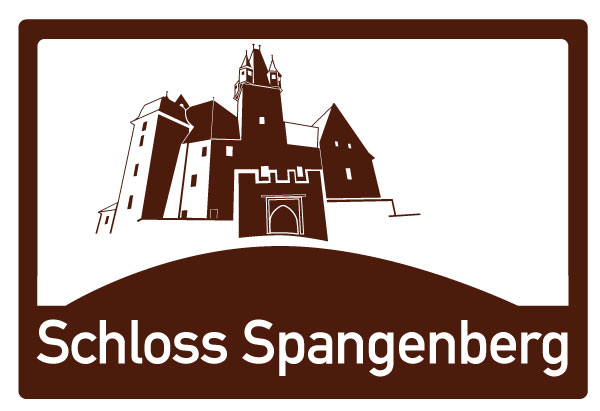
Специальный знак на Федеральной трассе A7

В начале 1960-х годов большое количество государственных замков и дворцов, пригодных для использования в качестве ресторанов или гостиниц, были объединены в специальную ассоциацию. Йоханнес Лилль, бывший управляющий директор учреждения «Государственное управление охраны памятников земли Гессен», объяснил смысл этой меры: «Мы не хотим восстанавливать памятники ушедших времён, а затем позволять им снова умирать в запустении. Скорее, они должны наполниться новой жизнью. Это относится и к Шпангенбергу – старинному замку, который буквально вырастает из лесистой горы, словно прекрасная природная крона древних эпох. Замок и пейзаж — одно целое... Гость, окружённый этой приятной атмосферой прошлого и настоящего, с теплотой будет вспоминать в своём пребывании в Шпангенберге и одновременно захочет больше узнать об истории замка».
В настоящее время в замке располагается высококлассный ресторан и респектабельная гостиница. Для проведения семинаров или обучающих мероприятий оборудовано несколько конференц-залов. После реконструкции 1983 года в здании бывшего оружейного арсенала (построенного в 1625-м) разместился охотничий музей.

## Галерея

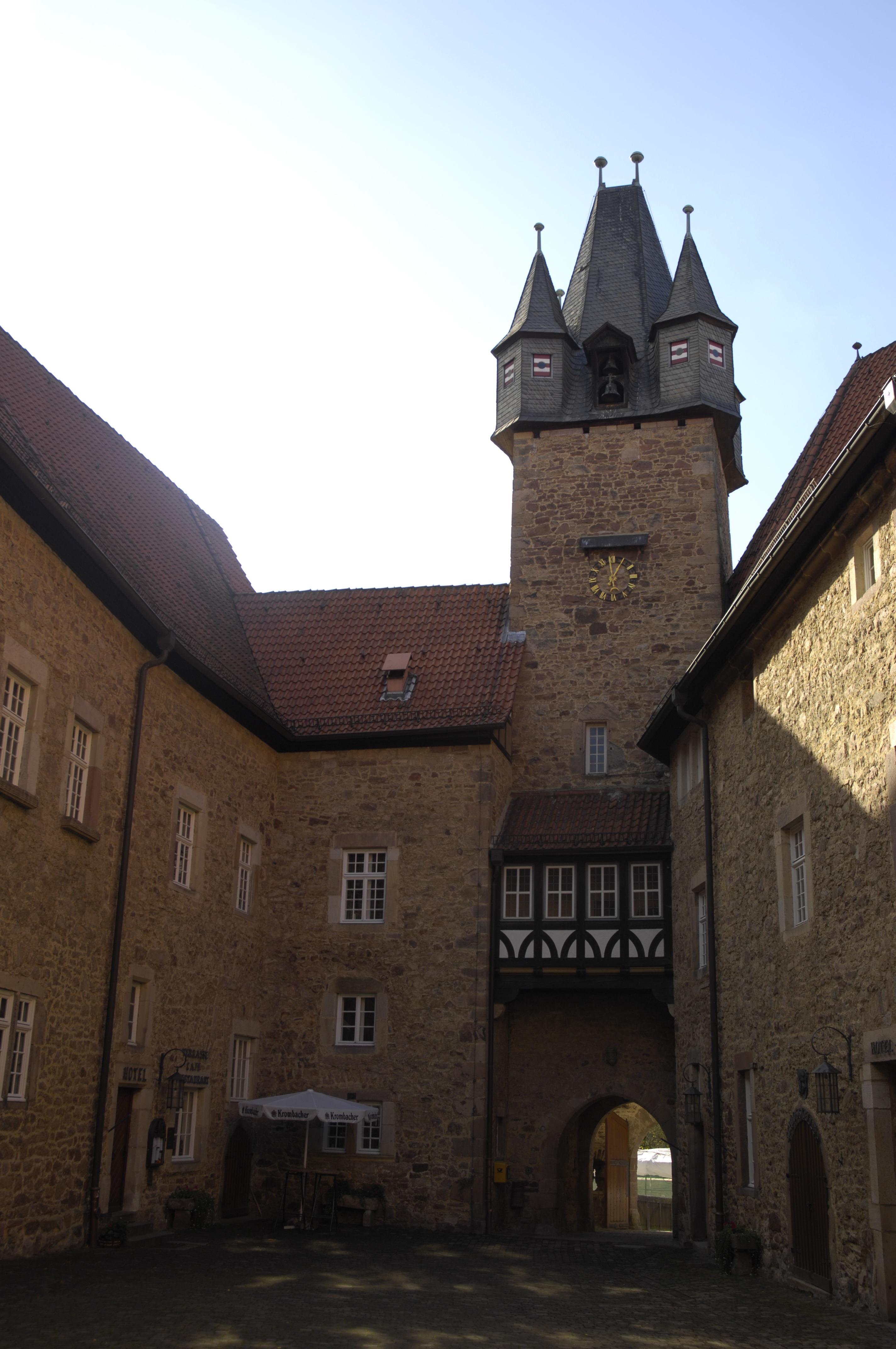
Внутренний двор замка
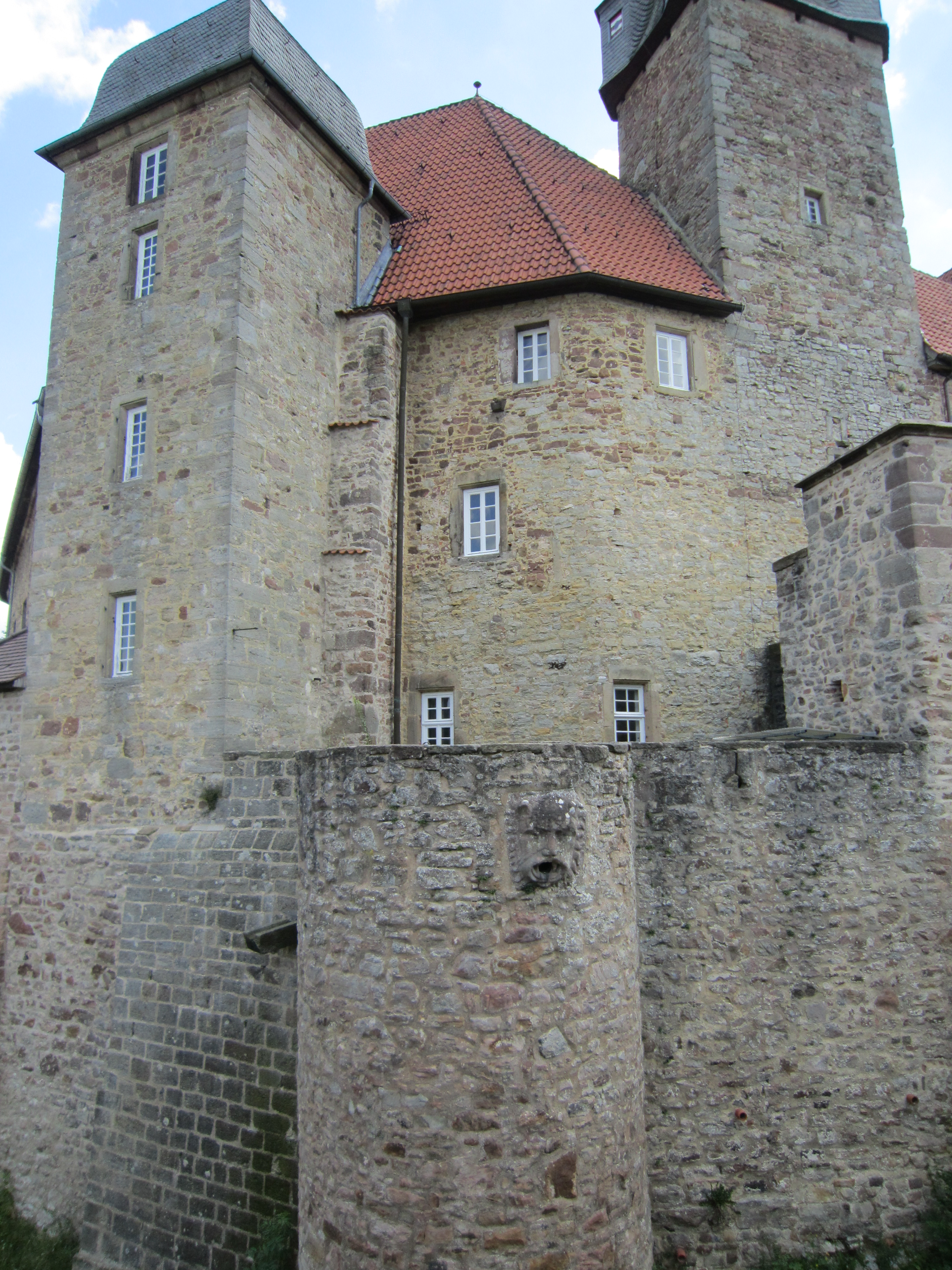
Вид замка с северо-западной стороны
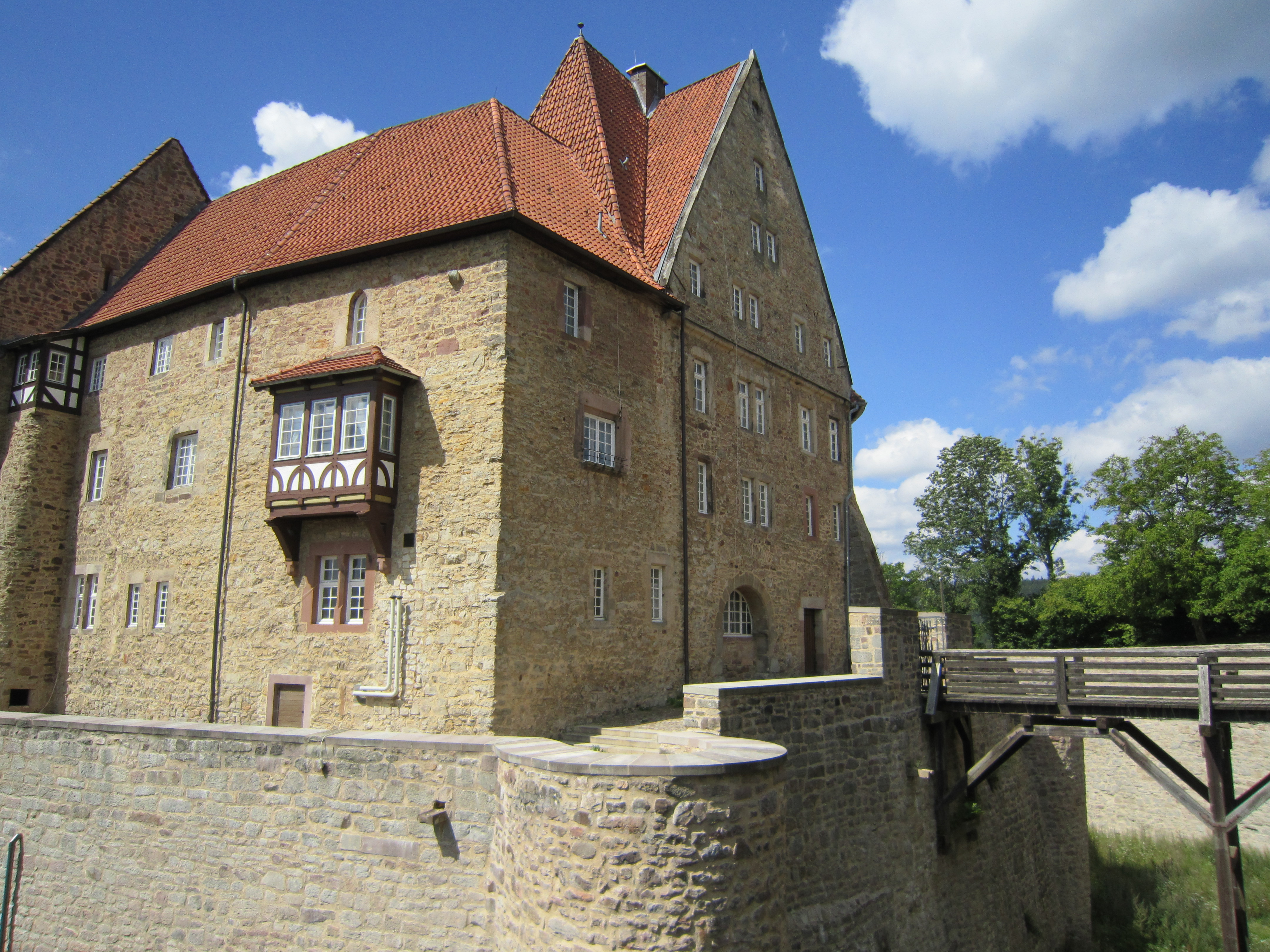
Вход в замок с северо-восточной стороны
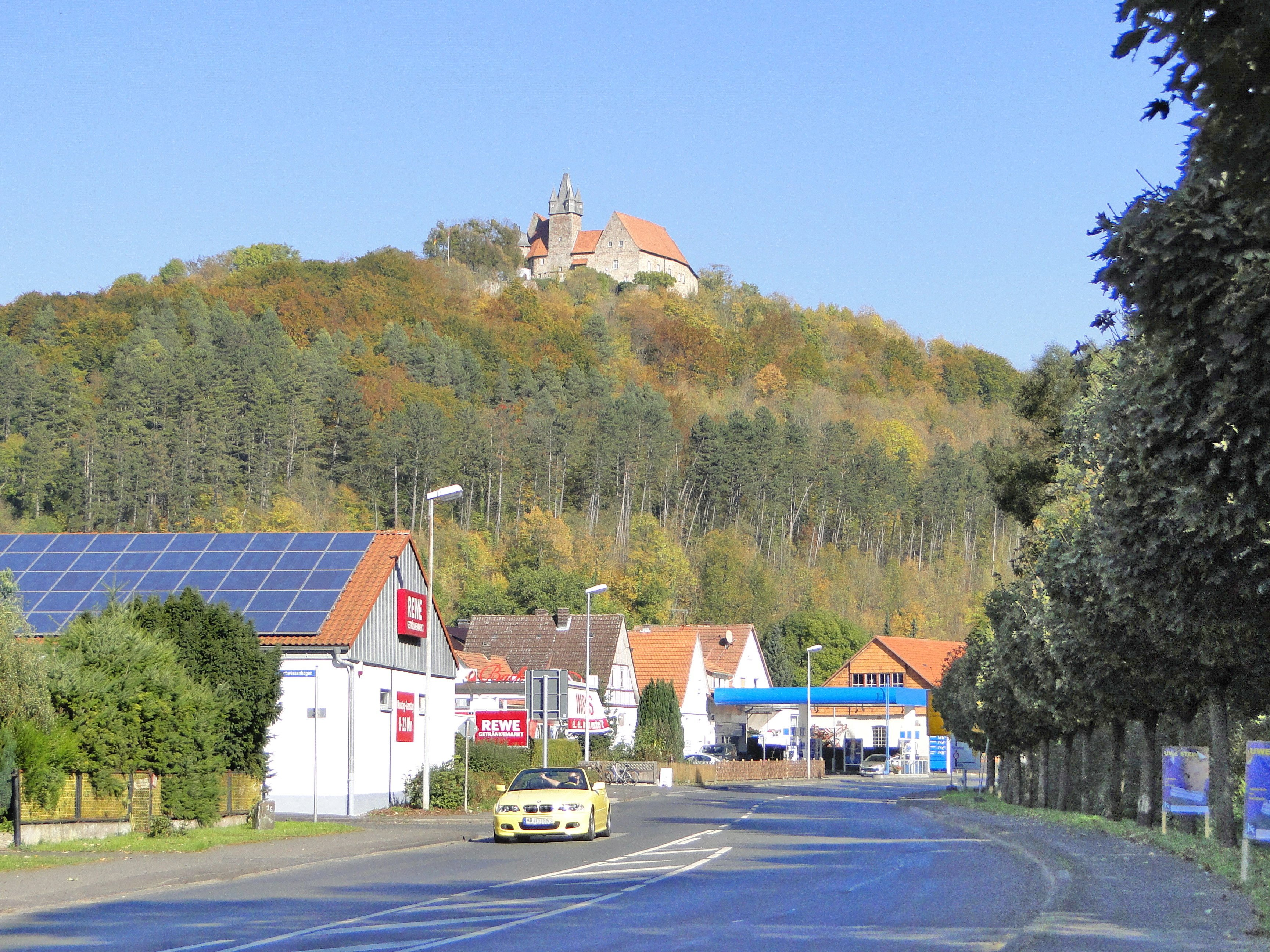
Вид на замок со стороны города Шпангенберг
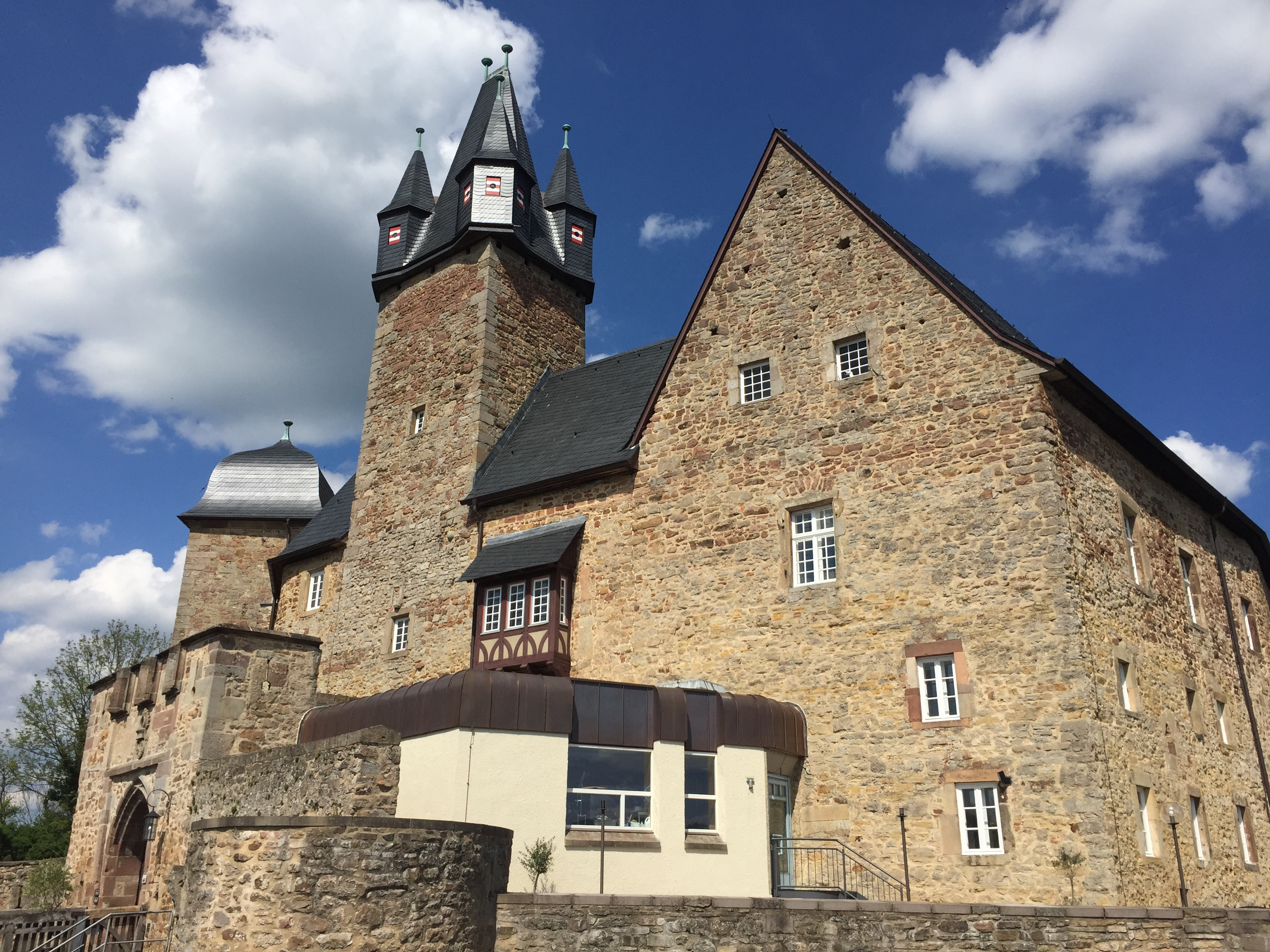
Вид замка с южной стороны